# البعثة الإسلامية العالمية

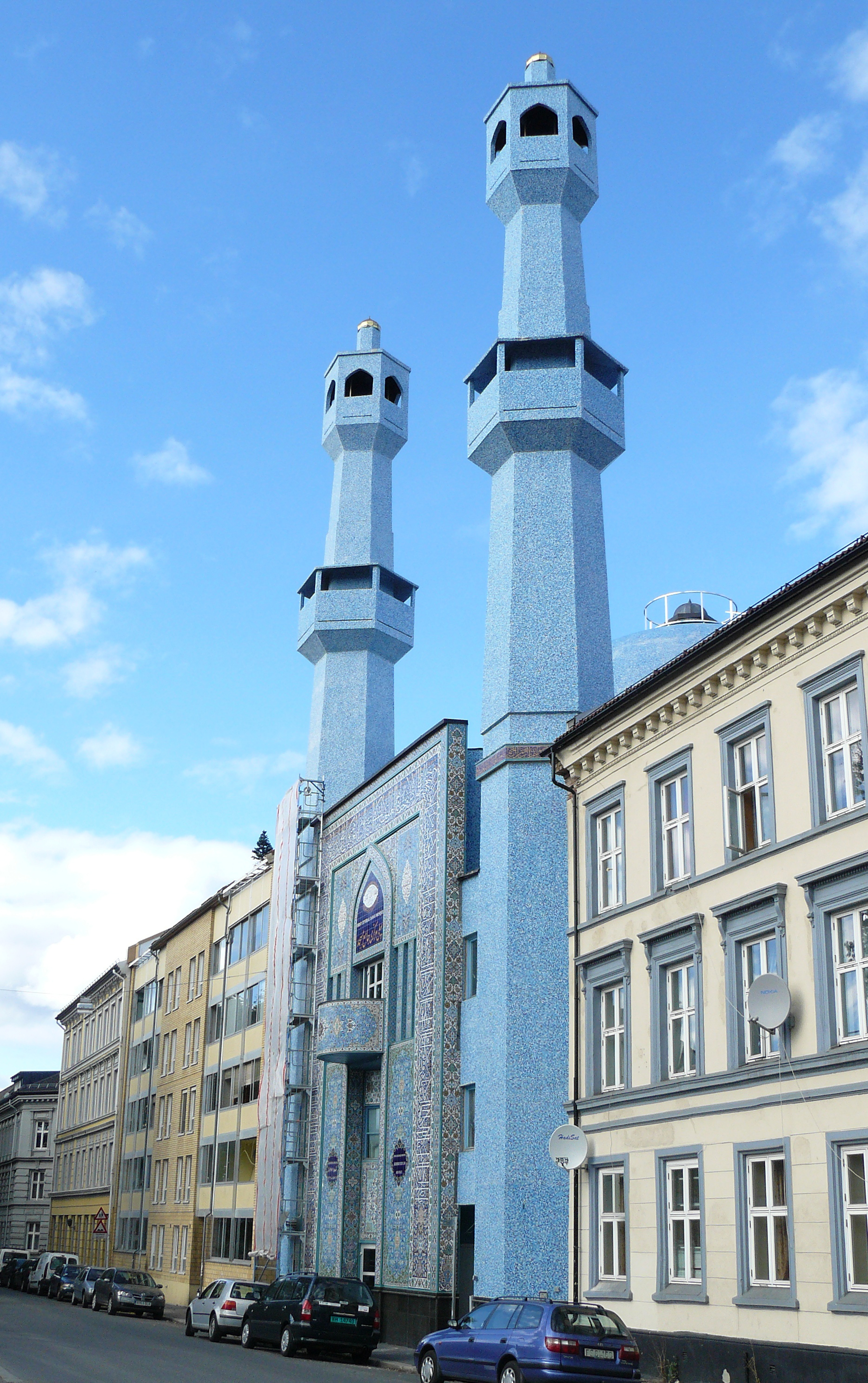
مسجد البعثة الإسلامية العالمية في أوسلو عاصمة النرويج

البعثة الإسلامية العالمية (بالإنجليزية: World Islamic Mission، تعرف اختصارًا: WIM) هي منظمة إسلامية دولية صوفية تتبع الطريقة السنية البريلوية. تأسست البعثة في المملكة المتحدة وافتتحها قائد الملة الإسلامية شاه أحمد نوراني صديقي، وسيد معروف حسين، والداعية الإسلامي مولانا الشاه عارف القادري النوشاهي و قائد أهل السنة العلامة أرشد القادري في مكة في عام 1972.

## القادة
يؤم المسجد قمر الزمان أعظمي وهو عالم مسلم سني اختارته جامعة جورجتاون في عام 2011 باعتباره واحدًا من 500 مسلم ضمن الأكثر تأثيرًا في العالم.
وشهيد رضا أوب الذي يُعد أحد أبرز قادة البعثة الإسلامية العالمية، ولد شهيد في 13 ديسمبر 1950 في فاتهبور في الهند. بدعوة من مجلس إدارة المركز الإسلامي في ليستر، وصل إلى المملكة المتحدة في فبراير 1978، وانضم إلى المركز ليعمل إمام رئيس في البعثة. انتقل في عام 1984 إلى لندن. وهو أيضا أمين تنفيذي ومسجل لمجلس الشريعة الإسلامية في المملكة المتحدة.